# Lytocarpia canepa
Lytocarpia canepa is een hydroïdpoliep uit de familie Aglaopheniidae. De poliep komt uit het geslacht Lytocarpia. Lytocarpia canepa werd in 1971 voor het eerst wetenschappelijk beschreven door Blanco & Bellusci de Miralles. 